# Постум
Вижте пояснителната страница за други личности с името Постум.
Марк Касианий Латиний Постум (на латински: Marcus Cassianius Latinius Postumus) е гало-римски император от батавски произход. Той узурпира властта на управляващия император Галиен през 260 г. и формира т.нар. Галска империя.
Постум бил назначен от император Валериан I за легат на Долна Германия. През 260 г. германските племена алемани и ютунги предприемат масирано нашествие през укрепената граничната област Agri decumates – между реките Дунав и Рейн. Въпреки че императорският син и съимператор Галиен побеждава част от варварите при Медиолан, настъплението на тяхната многочислена армия не е спряно и те продължават на юг към Италия, където пленяват голям брой цивилно население. При завръщането на германите обратно през Алпите, те са пресрещнати и разбити от легиони под командването на генерал Постум и Марк Симплициний Гениалис. След това наместниците на Галиен изискали от Постум част от пленената военна плячка, което било причина за избухването на бунт.
През 260 г. Постум е обявен за император от легионите в Галия и поречието на Рейн, които след като научили за пленяването на Валериан I от персите, отказали да се подчинят на неговия син Галиен. В хода на въстанието е убит синът на Галиен, Салонин, който се намирал при Рейнските легиони. През 261 г. Испания и Британия също признали Постум за техен император. Постум веднага приел титлите на римски император, както и званията Възстановител на Галия (Restitutor Galliarum) и Спасител на провиниите (Salus Provinciarum).
Той управлявал мъдро и в продължение на десет години отблъсквал атаките на германските племена и Галиен. Въпреки това икономическият упадък не подминал и тези провинции, а през 269 година узурпаторът Лелиан се опитал да завземе властта, но бил разбит и обсаден в Майнц. След победата над него обаче Постум бил убит от своите войници понеже им забранил да плячкосат града.
- Галерия
- Ауреус с изображение Постум, злато – 7,40 гр.
- Ауреус на Постум, като медальон
- Сестерция на Постум
- Антониниан на Постум